# Discovery Island Marine Park
Discovery Island Marine Park är en park i Kanada.   Den ligger i Capital Regional District och provinsen British Columbia, i den södra delen av landet, 3 600 km väster om huvudstaden Ottawa. Discovery Island Marine Park ligger 18 meter över havet. Den ligger på ön Discovery Island.
Terrängen runt Discovery Island Marine Park är platt. Havet är nära Discovery Island Marine Park åt sydost. Trakten är tätbefolkad. Närmaste större samhälle är Victoria, 9,6 km väster om Discovery Island Marine Park. 